# Galice-Applegate
Galice-Applegate  of Galice was een Athabaskische taal die gesproken werd door de indiaanse Dakubetede en Taltushtuntede langs de Galice Creek en de Applegate Creek, zijrivieren van de Roguerivier in Zuidwest-Oregon in de Verenigde Staten.
De taal bestond uit ten minste twee dialecten: Dakubetede/Applegate/Applegate Creek en Taltushtuntede/Galice/Galice Creek, maar alleen Galice Creek is goed gedocumenteerd. Na de Rogue Riveroorlog in 1856 werden de Dakubetede en Taltushtuntede gedwongen te verhuizen naar de Siletz- en Grand Rondereservaten, waar de taal in onbruik raakte.
Galice-Applegate is verwant aan Chetco-Tolowa, Upper Umpqua en Tututni, en vormt samen met deze talen de Oregon-Athabaskische tak van de Athabaskische talen.